# Гелері Саар
Гелері Саар (ест. Heleri Saar; нар. 16 листопада 1979, Пярну, Естонська РСР) — естонська футболістка, захисниця. Виступала за жіночу збірну Естонії.

## Клубна кар'єра
Дорослу футбольну кар'єру розпочав 1994 року в «Пярну», кольори якої захищала до 2017 року. Після річної перерви приєдналася до «Саку Спортінг». Наприкінці 2021 року завершила кар'єру футболістки.

## Кар'єра в збірній
З 1996 року виступала за національну збірну Естонії. З осені 2011 року до національної команди не викликалася, але восени 2021 року у віці майже 42-х років знову отримала виклик до національної команди, на позицію лівого захисника. Загалом за національну збірну Естонії зіграла 65 матчів.

## Особисте життя
Виховує сина, Рікардо.